# Montipora kellyi
Montipora kellyi är en korallart som beskrevs av Veron 2002. Montipora kellyi ingår i släktet Montipora och familjen Acroporidae. IUCN kategoriserar arten globalt som otillräckligt studerad. Inga underarter finns listade i Catalogue of Life.